# Kísérj el / Remixalbum
A Kísérj el / Remixalbum Betty Love 2. albuma, mely egy remixalbum, mely a 2000-ben megjelent Repülj tovább című album dalainak remixeit is tartalmazza. Az album egy megamixet is tartalmaz, melyet Kovács "Nagyember" készített, illetve csak ezen az albumon hallható a Way To Your Heart / Mi az a szó című dal, melyet Betty Love Dj Boboval közösen énekel. Erről az albumról ez az egyetlen kimásolt dal, mely kislemezen is megjelent.

## Tracklista
CD Album
 Magyarország (Epic EPC 505121 2)
1. "Kísérj el" (Náksi Vs. Brunner Radio Remix) - 3:28
2. "Kísérj el" (Sterbinszky & Tranzident Mix) - 9:55
3. "Repülj tovább" (Skyland Mix) - 3:59
4. "Olyan, mint a méz" (Náksi Vs. Brunner 2001 Remix) - 5:39
5. "Itt vagyok veled" (Náksi Vs. Brunner Radio Edit) - 3:30
6. "Way To Your Heart / Mi az a szó"(Náksi Vs. Brunner Dance Radio Edit) - 3:50
7. "Fáj még a szó" (V-Tech Youghurt Clinic By Ard Remix) - 3:27
8. "Fáj még a szó" (Tuff Guys Remix) - 4:56
9. "Betty Love Megamix" (Nagyember "Sound On Sound" Version) - 6:17

 Itt vagyok veled, Olyan, mint a méz, Repülj tovább, Way To Your Heart / Mi az a szó, Fáj még a szó 

## Külső hivatkozások
- Kazetta megjelenés[2]
- Video Kísérj el (Sterbinszky remix)[3]